# Хрисостом Папаигнатиу
Хрисостом (на гръцки: Χρυσόστομος, Хрисостомос) е гръцки духовник, гревенски митрополит от 1960 до 1975 година.

## Биография
Хрисостомос е роден като Хрисостомос Папаигнатиу (Χρυσόστομος Παπαϊγνατίου) в Кидониес, Мала Азия, в 1905 година. Завършва богословие в Атинския университет в 1945 година. В 1926 година е ръкоположен за дякон, а на 25 януари 1937 година - за презвитер. Работи като ефимерий, проповедник, военен свещеник и секретар на Светия синод. На 22 май 1960 година е ръкоположен за гревенски митрополит.
Умира в Атина в 1975 година.